# Fyrby
Fyrby är en småort i Råby-Rönö socken i Nyköpings kommun i Södermanlands län. Den är belägen cirka 15 km norr om Nyköping utmed riksväg 53. Strax norr om Fyrby ligger Edstorp.